# Elecciones estatales de Veracruz de 2000
Las elecciones estatales de Veracruz de 2000 tuvieron lugar el domingo 3 de septiembre de 2000, y en ellas se renovaron los cargos de elección popular en el estado mexicano de Veracruz:
- 212 ayuntamientos. Formados por un Presidente Municipal y regidores, electo para un período de tres años de manera consecutiva.
- 35 diputados del Congreso. Electos por cada mayoría relativa de cada uno de los distritos electorales.

## Resultados Electorales

### Ayuntamientos

#### Ayuntamiento de Xalapa
- Reynaldo Escobar Pérez  Hecho

#### Ayuntamiento de Veracruz
- Ramón Gutiérrez de Velasco  Hecho

#### Ayuntamiento de Coatzacoalcos
- Marcelo Montiel Montiel  Hecho

#### Ayuntamiento de Orizaba
|  | 46.13 % |

|  | 19.76 % |

|  | 7.26 % |

|  | 2.23 % |

|  | 2.09 % |

|  | 0.02 % |

|  | 2.85 % |

|  | 100.00 % |

#### Ayuntamiento de Alto Lucero
- Trinidad López Herrera  Hecho

#### Ayuntamiento de Tempoal
- Patricio Chirinos del Ángel  Hecho

#### Ayuntamiento de Pánuco
- Eddie Guzmán de Paz  Hecho